# Kirsty Smith (duatleta)
Kirsty Smith es una deportista canadiense que compitió en duatlón. Ganó una medalla de plata en el Campeonato Mundial de Duatlón de 2006.

## Palmarés internacional
| Campeonato Mundial | Campeonato Mundial    | Campeonato Mundial | Campeonato Mundial |
| Año                | Lugar                 | Medalla            | Prueba             |
| ------------------ | --------------------- | ------------------ | ------------------ |
| 2006               | Corner Brook (Canadá) | Medalla de plata   | Individual         |